# Pedinophyllum
Pedinophyllum là một chi rêu trong họ Plagiochilaceae.